# Caroline Gennez
Caroline Paulette H.J. Gennez (Sint-Truiden, 21 agosto 1975) è una politica belga fiamminga, membro del Partito Socialista Differente e suo presidente dal 2007 al 2011, succedendo nella carica a Johan Vande Lanotte.

## Biografia
Fino all'età di 14 anni, praticava il tennis e lasciò in seguito lo sport a causa di un infortunio. Si è laureata in scienze politiche e sociologia con un master alla Katholieke Universiteit Leuven. È entrata a far parte dell'organizzazione giovanile dei socialisti fiamminghi, che ha presieduto dal 1998 al 2003.
Ha lavorato come consulente del ministro Johan Vande Lanotte, ex consigliere di Sint-Truiden (2001-2003). Negli anni 2003-2004 è stata membro del Senato federale. Nel 2005 è stata presidente del suo gruppo. Nel 2004 e nel 2009 è stata eletta al Parlamento fiammingo. Nel 2007, ha assunto la posizione di consigliera comunale a Mechelen e assessore per l'istruzione, la gioventù e l'occupazione.
Nel 2007, dopo un debole risultato elettorale del Partito Socialista, divenne la guida di questa formazione, sostituendo Johan Vande Lanotte in questa posizione. Nelle elezioni anticipate del 2010, è stata eletta alla Camera dei rappresentanti. Nel 2011, ha terminato l'incarico di gestione del partito e nel 2014 è tornata al Parlamento fiammingo.
Nel 2013 ha scritto un manifesto sociale su richiesta del Partito del Socialismo Europeo. Alla fine del 2013 è stata eletta presidente dell'Associazione universitaria di Bruxelles. Nel gennaio 2014 ha pubblicato un libro, De Verschilligen, in cui ha scritto una visione del futuro sull'educazione, l'economia e la politica. Elemento centrale della sua argomentazione è il modello di "stakeholder" del cittadino, nel quale lei sostiene di coinvolgere nuovamente i cittadini nel processo decisionale politico. Il libro contiene anche un appello a ridurre l'economia virtuale a una dimensione umana. Più tardi quell'anno, seguì anche una rivista con lo stesso nome.